# Prichsenstadt

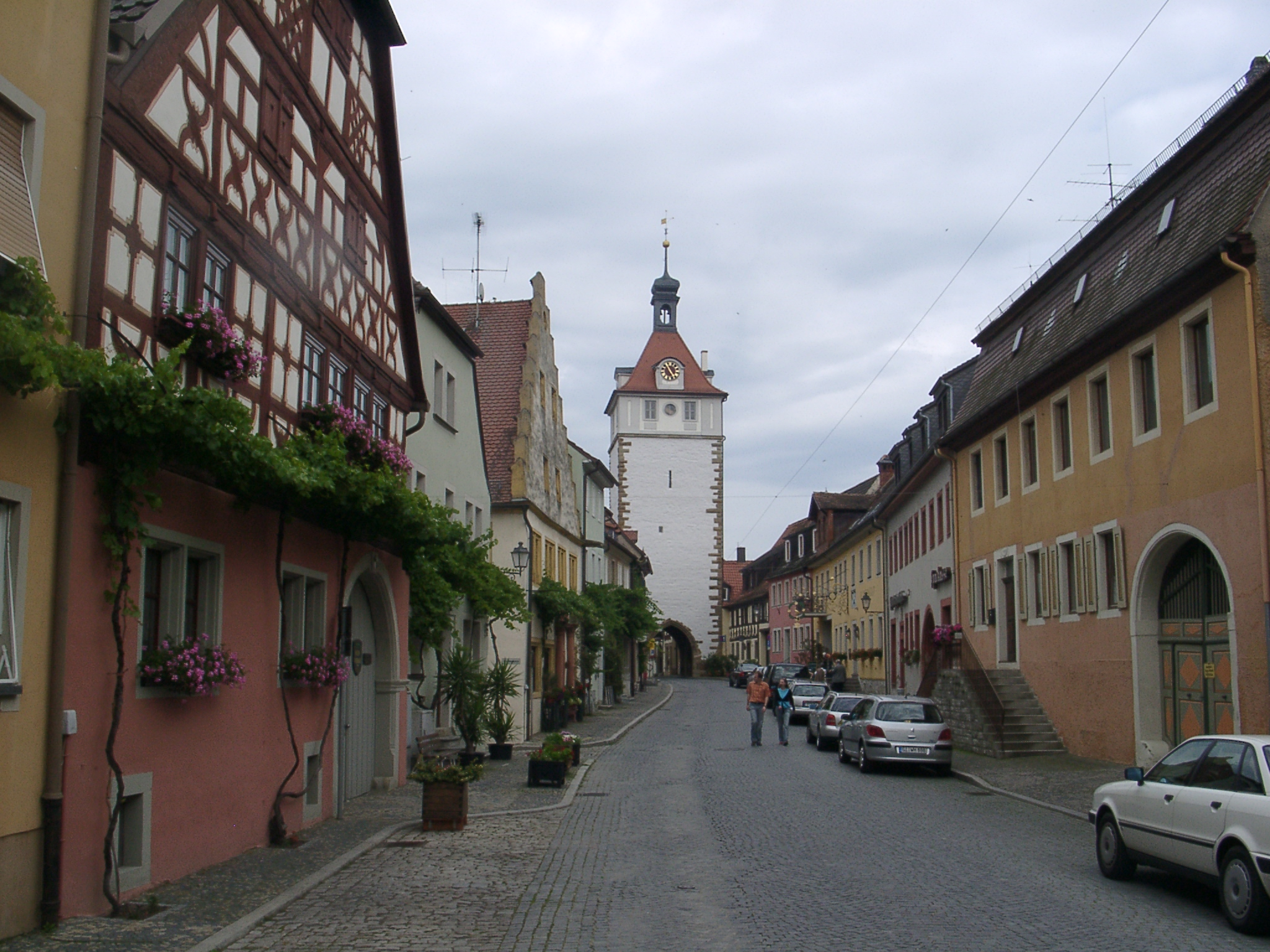
Prichsenstadt

Prichsenstadt este un oraș din Franconia Inferioară, landul Bavaria, Germania.